# Guatemala
Guatemala, officielt Republikken Guatemala (spansk: República de Guatemala), er et land i Mellemamerika. Det grænser op til Mexico i nord og vest, Stillehavet i sydvest, Belize i nordøst, Caribien og Honduras i øst, og El Salvador i sydøst. Guatemala er med sine 16,6 millioner indbyggere Mellemamerikas folkerigeste land. Landets hovedstad og største by er Nueva Guatemala de la Asunción, der i daglig tale kaldes Guatemala By (spansk: Ciudad de Guatemala).
Det nuværende Guatemala udgjorde i præcolumbiansk tid hjertet i mayaernes rige, der strakte sig over hele Mesoamerika. Størstedelen af landet blev i løbet af det 16. århundrede erobret af spanske kolonister, som indlemmede det i vicekongedømmet Ny Spanien. I 1821 rev Guatemala sig løs fra Spanien som en del af Mellemamerikas Forenede Stater, der dog gik i opløsning allerede i 1841.
Guatemala var i sidste halvdel af det 19. århundrede præget af politisk ustabilitet og borgerkrigslignende tilstande. Landet var i det 20. århundrede underlagt en række diktatorer, som blev støttet af storselskabet United Fruit Company såvel som den amerikanske regering. I 1944 blev den totalitære præsident Jorge Ubico væltet ved et prodemokratisk militærkup, der indledte en ti år lang revolution med omfattende reformer til følge. I 1954 blev revolutionen med amerikansk opbakning knust under endnu et militærkup, og Guatemala blev endnu engang underlagt et totalitært styre.
Fra 1960 til 1966 gennemlevede Guatemala en blodig borgerkrig, der blev udkæmpet mellem USA-støttede regeringstropper og venstreorienterede oprørsstyrker. Under borgerkrigen blev tusindvis af mayaer dræbt ved et folkedrab begået af militæret. Guatemala har siden borgerkrigens afslutning oplevet en lang periode med økonomisk fremgang og demokratiske valg, men befolkningen kæmper stadig med massiv fattigdom, kriminalitet, korruption, narkotikahandel og ustabilitet.
Guatemala er hjemsted for mange endemiske plante- og dyrearter, og landet er rigt på betydningsfulde økosystemer, der bidrager til Mesoamerikas status som biologisk hotspot.

## Etymology
Navnet "Guatemala" kommer fra Nahuatl-ordet Cuauhtēmallān, eller "sted for mange træer", en afledning af K'iche' Maya-ord for "mange træer" eller måske mere specifikt for Cuate /Cuatli træ Eysenhardtia. Dette navn blev oprindeligt brugt af Mexica til at henvise til Kaqchikel-byen Iximche, men blev udvidet til at henvise til hele landet under den spanske koloniperiode.

## Historie
Uddybende artikel: Guatemalas historie
Fra det 4. til det 11. århundrede var El Petén-regionens lavlandsområder hjertet i en blomstrende maya-civilisation.
Efter lavlandsstaternes kollaps fortsatte maya-staterne i det centrale højland indtil de blev erobret af spanierne, der i 1523 ankom og koloniserede området. Mens det ikke lykkedes at erobre departementet Alta Verapaz med sværdets magt, blev det erobret af missionærer med korsets magt. Næsten alle præ-colombianske maya-bøger blev brændt af spanierne, men en af de bevarede bøger er Popol Vuh, de præ-colombianske mayaers skabelsesberetning.
Guatemala blev uafhængigt fra Spanien i 1821, først som en del af Mellemamerikas Forenede Provinser. Men denne føderation gik i opløsning under en krig der varede fra 1838 til 1840, hvorefter Guatemala blev en uafhængig nation.
Guatemalas historie har siden været kendetegnet af revolutioner, statskup og ikke-demokratiske regeringer. I flere tilfælde har USA grebet ind, fx i 1954, hvor den demokratisk valgte, reformvenlige præsident Jacobo Arbenz blev væltet ved et kup planlagt og finansieret af CIA.

### Borgerkrigen 1960-96
Borgerkrigen mellem guerillaerne og den USA-støttede Guatemalanske hær kostede 200.000 mennesker livet 83 % af dem var Maya'er. Begge sider brugte terror, men regeringssiden stod for 93 % af den og guerillaerne 3 %. Præsident Bill Clinton kom i marts 1999 meget tæt på at give en undskyldning for USA's indblanding, da han sagde at Washington "was wrong" i at have støttet Guatemalanske sikkerhedsstyrker i en brutal mod-offensiv kampagne (Engelsk: a brutal counterinsurgency campaign) "som slagtede tusinder af civile". Statsstøttede voldelige handlinger stoppede i 1983, hvilket medførte flere på hinanden følgende mere eller mindre succesrige demokratiske valg fra 1985 til dags dato. Det seneste officielt demokratiske valg var i 2007. Guatemala har endnu ikke afhjulpet problemet med ulighederne i dets landbrugsbaserede økonomi, hvor 1 procent af befolkningen kontrollerer over 60 procent af landområderne og værdierne.

### Organiseret kriminalitet og social uro
Efter 36 års borgerkrig i Guatemala blev der underskrevet en fredsaftale i 1996 mellem regeringen og oprørsbevægelsen URNG. Siden da har landet været præget af stor social uro og organiseret kriminalitet blandt alle sociale samfundslag, som har styret landet via korruption, afpresning, dødstrusler og vold.
I løbet af de seneste år er volden i Guatemala eskaleret. I 2008 blev der i gennemsnit begået 17-18 drab om dagen i et land med knap 13 millioner indbyggere, hvoraf størstedelen af drabene var narkorelaterede. I 96-98% af tilfældene slipper de kriminelle for straf. Narkobandernes udbredelse i samfundet og deres kyniske metoder skaber stor usikkerhed blandt den lokale befolkning.

### Dommen om folkedrab
Den 10. maj 2013 blev den tidligere diktator, general Efrain Rios Montt (86 år), ved en guatemalansk domstol idømt 50 års fængsel for folkedrab og 30 års fængsel for forbrydelser mod menneskeheden, i alt 80 år. Dommen er landets første officielle statslige anerkendelse af de forbrydelser, der foregik i løbet af borgerkrigen. Anklagerne redegjorde blandt andet for, at Rios Montt - der kom til magten ved et kup den 23. marts 1982 og regerede landet i ét år frem - var ansvarlig for, at hæren nedslagtede mindst 1771 Ixil indianere (Mayaer) i El Quiché departmentet. Dommeren lagde vægt på beviser, der viste et mønster i hærens massakrer, der tilsyneladende var udtænkt helt fra toppen.

## Administration

### Departementer
Guatemala er inddelt i 22 departementer (departamentos):
| 1. Alta Verapaz 2. Baja Verapaz 3. Chimaltenango 4. Chiquimula 5. Petén 6. El Progreso 7. El Quiché 8. Escuintla 9. Guatemala 10. Huehuetenango 11. Izabal | 1. Jalapa 2. Jutiapa 3. Quetzaltenango 4. Retalhuleu 5. Sacatepéquez 6. San Marcos 7. Santa Rosa 8. Sololá 9. Suchitepéquez 10. Totonicapán 11. Zacapa |

## Demografi

### Etnografi
Guatemala er et meget varieret land befolket af en række forskellige etniske, kulturelle og sproglige grupper. Ifølge folketælling i 2010, foretaget af Statens Institut for Statistik (INE), er omkring 53,0 procent af befolkningen mestizere med en blandet indfødt og europæisk kulturarv. En lignende andel af guatemalanere (41 procent) er af amerikansk indfødt herkomst, hvilket udgør en af de største procentdele af amerikansk indfødte i noget land på den vestlige halvkugle.
De fleste oprindelige guatemalanere er mayaer, K'iche' (11,0 %), Q'eqchi' (8,3 procent), Kaqchikel (7,8 procent), Mam 5,2 procent), og "andre mayaer" (7,6 procent ). Mindre end en procent er indfødte ikke-mayaer.
4,8 % procent af befolkning har europæisk herkomst, også kaldet Kreolere, hovedsageligt af tysk og spansk oprindelse og i mindre grad fransk, italiensk, engelsk, norsk, russisk og irsk oprindelse. Folk med afroamerikansk og asiatisk oprindelse er fåtallige.

### Sprog
Guatemalas eneste officielle sprog er spansk, der tales af 93 % af befolkningen, som enten første eller andet sprog.
I Guatamala tales 21 mayasprog, især i landdistrikterne, samt to ikke-maya indianske sprog: xinca, som er hjemmehørende i landet, og garifuna, et arawakan-sprog, der tales på den caribiske kyst. Ifølge sprogloven af 2003 er disse sprog anerkendte som mindretalssprog. Xinca- og garifuna-sprogene er truede med under 100 talere.
Fredsaftalerne fra december 1996 medførte oversættelse af visse officielle dokumenter og valgmateriale til flere oprindelige sprog, og indførte tolkebistand i retssager for ikke-spansktalende. Fredsaftalen sanktionerede også tosproget undervisning i spansk og oprindelige sprog. Det er almindeligt for oprindelige guatemalanere at lære eller tale to til fem af landets andre sprog, foruden spansk.
Der er et betydeligt antal tysk-, kinesisk-, fransk- og engelsktalende i Guatamala.

### Religion
Kristne 86,3 procent (Katolikker 46,9 procent, Protestanter 35 procent, Ortodokse 3 procent, Mormoner 1,4 procent)
Muslimer 0,04 procent
Maya-religiøse 0,6 procent
Jøder 0,07 procent
Ikke religiøse 13,08 procent
Kilde: PROLADES 

## Geografi
Uddybende artikel: Guatemalas geografi
Guatemala ligger mellem breddegrader 13 ° og 18 ° N, og breddegrader 88 ° og 93 ° V.
Bortset fra kystområderne er Guatemala overvejende bjergrigt, med et varmt, tropisk klima – mere tempereret i højlandet. De fleste større byer ligger i den sydlige del af landet; de største byer er hovedstaden Guatemala City, Quetzaltenango og Escuintla. Den store sø Lago de Izabal ligger tæt ved den caribiske kyst.

### Største byer
| -  | By                    | Departement    | Indbyggertal |
| -- | --------------------- | -------------- | ------------ |
| 1  | Guatemala City        | Guatemala      | 1.110.100    |
| 2  | Mixco                 | Guatemala      | 473 080      |
| 3  | Villa Nueva           | Guatemala      | 406 830      |
| 4  | Petapa                | Guatemala      | 141 455      |
| 5  | San Juan Sacatepéquez | Guatemala      | 136 886      |
| 6  | Quetzaltenango        | Quetzaltenango | 132 230      |
| 7  | Villa Canales         | Guatemala      | 122 194      |
| 8  | Escuintla             | Escuintla      | 103 165      |
| 9  | Chinautla             | Guatemala      | 97 172       |
| 10 | Chimaltenango         | Chimaltenango  | 82 370       |